# Heerser van de Nacht
Heerser van de Nacht is een fantasyboek van de Britse schrijfster Tanith Lee.Het is het eerste deel van De Boeken van de Heren der Duisternis.

## Verhaal
Oppermachtig in de Onderaarde was Azhrarn, de Prins der Demonen en een van de Heren der Duisternis, ook wel bekend als de Heerser van de Nacht. Hij was het die gruwelen en gevaar bracht aan hen die hij bezocht, hij was het die hartverscheurend leed berokkenen kon, maar ook wonderen verrichtte. Hij was een hartstochtelijke minnaar van aantrekkelijke mensen en demonen, die onuitsprekelijk kwaad bezorgde aan iedereen die hem dwarsboomde. 
In die dagen was de aarde geen bol en huisden de demonen in ijzeren paleizen in een reusachtige magische grot onder de vulkaan, daar waar de rivier van de Slaap stroomde en hun luisterrijke metalen stad Druhim Vanashta stond. Met de Vazdru -de aristocraten die prinsen of prinsessen waren-, de Eshva -hun bedienden en dienstmaagden- en de Drin -laagste rang, briljant in het smeden-

## De Boeken van de Heren der Duisternis
- 1978 -  Heerser van de Nacht (Night's Master)
- 1979 -  Meester van de Dood (Death's Master)
- 1981 -  Meester van de Waan (Delusion's Master)
- 1986 -  Vrouwe der ijlingen (Delirium's Mistress)
- 1987 -  Prinses van de Nacht (Night's Sorceries)